# Juval Diskin

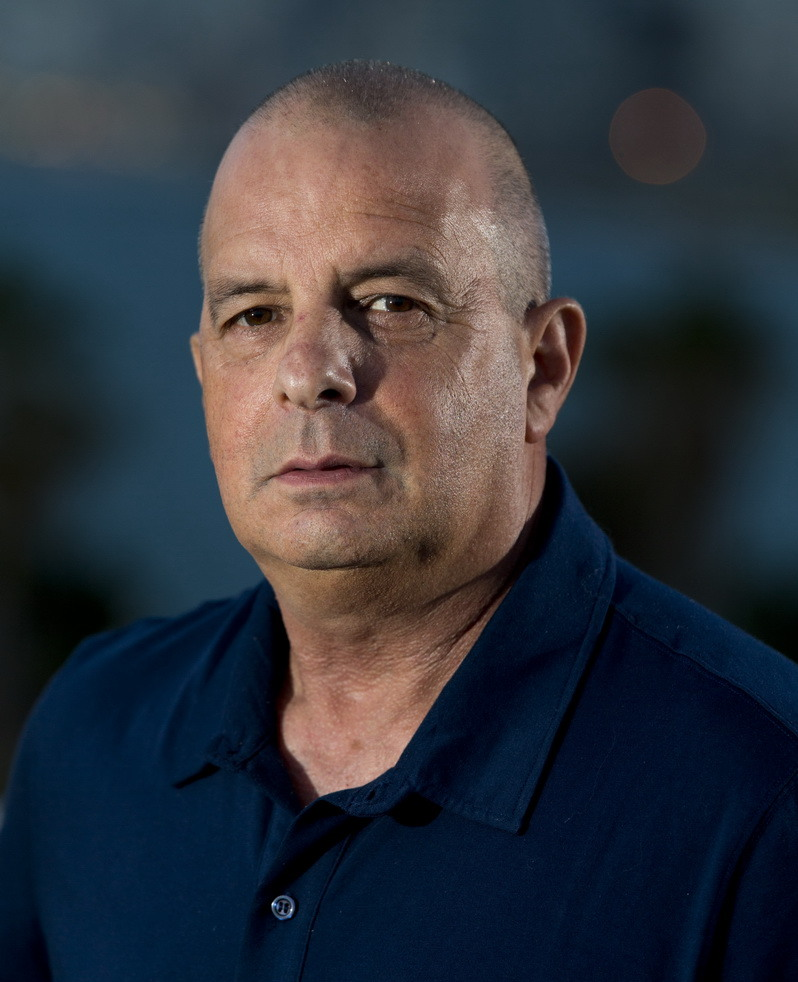
Juval Diskin, 2013

Juval Diskin (hebräisch יובל דיסקין, englische Transkription Yuval Diskin; * 11. Juni 1956 in Givatajim, Israel) war von 2005 bis 2011 Chef des israelischen Inlandsgeheimdienstes Schin Bet.

## Leben
In seiner Dienstzeit als Offizier der Israelischen Verteidigungsstreitkräfte (IDF) war Diskin u. a. Kommandeur der IDF-Spezialeinheit  für militärischen Aufklärung Schaked, die im Süden von Israels stationiert ist. Ab 1978 arbeitete er für den israelischen Inlandsgeheimdienst Schin Bet. Dort war er in verschiedenen Positionen tätig, bis er am 15. Mai 2005 zum Direktor dieses israelischen Nachrichtendienstes berufen wurde. Am 15. Mai 2011 übernahm Yoram Cohen von ihm dieses Amt.
Auf einer Kabinettssitzung 2008 warnte Diskin die israelische Regierung davor, weitere palästinensische Gebiete von israelischen Siedlern räumen zu lassen, weil eine Räumung zu einem bewaffneten Konflikt mit den Siedlern führen könnte. Am Ende der Sitzung stimmten die Minister der damals amtierende israelischen Regierung dafür, jegliche direkte und indirekte Unterstützung für „illegale Außenposten“ des Landes einzustellen.
Im April 2012 kritisierte er die Iran-Politik von Ministerpräsident Benjamin Netanjahu und warf ihm und Verteidigungsminister Ehud Barak vor, Entscheidungen aufgrund von „messianischen Gefühlen“ zu treffen.
2016 übernahm er die Position als Vorstand von Cymotive Technologies.
Diskin machte seinen Bachelor of Arts an der Bar-Ilan-Universität. Er war wiederholt verheiratet und hatte im Jahr 2005 fünf Kinder.

## Dokumentarfilm
Diskin war 2012 einer der sechs Interviewpartner des israelischen Filmregisseurs Dror Moreh in seinem Film Töte zuerst (englisch: The Gatekeepers). Im Film sprachen die sechs noch lebenden, früheren Direktoren von Schin Bet sehr offen über ihre Tätigkeit sowie ihre Hoffnungen und Befürchtungen für die Zukunft Israels und den Nahen Osten. Der Film kam Anfang 2013 in die israelischen Kinos und wurde Anfang März 2013 sowohl im deutsch-französischen Fernsehsender arte als auch von der ARD ausgestrahlt.